# Cyprian Godebski (rzeźbiarz)
Cyprian Godebski (ur. 30 października 1835 w Méry-sur-Cher we Francji, zm. 25 listopada 1909 w Paryżu) – polski rzeźbiarz.

## Życiorys
Był wnukiem Cypriana – legionisty i poety, synem Franciszka Ksawerego – powstańca, działacza emigracyjnego, historyka, kustosza Ossolineum. Uczył się w Szkole Polskiej Narodowej w Batignolles, później, od 1853 r., rzeźby w pracowni François Jouffroy. W 1858 przeniósł się do Lwowa realizując zlecenia otrzymane od Agenora Gołuchowskiego, następnie – od 1861 zamieszkał w Wiedniu pracując dla cesarskiego dworu i od 1863 w Paryżu. Pod koniec lat 60. pracował w Belgii. W 1870 został mianowany profesorem Akademii w Petersburgu, skąd w 1875 przeprowadził się do Warszawy, gdzie prócz prac rzeźbiarskich nawiązał współpracę z Gazetą Polską, publikując na jej łamach cykl felietonów "Listy o sztuce", które miały duże znaczenie dla rozszerzenia wiedzy o tej tematyce ówczesnych elit artystycznych miasta. Od 1876 mieszkał we Francji, głównie w Paryżu. Udzielił wówczas dużego wsparcia materialnego kilku polskim artystom, przede wszystkim Józefowi Chełmońskiemu, ale też Piątkowskiemu i Wacławowi Szymanowskiemu (którego również uczył rzeźbiarstwa). Zarówno w trakcie pobytu w Warszawie, jak i później w Paryżu prowadził salon artystyczno-literacki.
W latach 60. XIX w. otrzymał Order Leopolda. W 1877 został mianowany członkiem francuskiej Akademii Narodowej, w 1889 oficerem Legii Honorowej. Ponadto jego prace były wielokrotnie nagradzane na różnych wystawach, na jego cześć wybito parę medali. Był jurorem w zakresie sztuki na paryskiej Wystawie Światowej w 1889 roku. 
Był trzykrotnie żonaty: z Zofią z d. Servais (ok. 1866, zm. po 1869), z francuską amatorką-rzeźbiarką Matyldą z d. Rosen (ślub w 1874, zm. w 1887) i z rzeźbiarką oraz malarką Mathildą z d. La Frenaye. Jego ostania żona zmarła w 1912 w Paryżu. Jego córką była protektorka artystów Misia Sert, a synem Cyprian, zwany Cipa.

## Twórczość
Godebski tworzył rzeźby w różnych materiałach: marmurze, brązie, gipsie oraz w materiałach ceramicznych. Najbardziej znane są monumentalne kompozycje rzeźbiarza, ale wykonywał także liczne medaliony, popiersia, rzeźby nagrobne i drobne statuetki, znane są też jego prace medalierskie. Zachowane rzeźby Godebskiego znajdują się w wielu krajach Europy, a także w Peru. Począwszy od 1857 wielokrotnie brał udział w wystawach Salonu Paryskiego, później także Zachęty, Towarzystwa Przyjaciół Sztuk Pięknych w Krakowie i Towarzystwa Przyjaciół Sztuk Pięknych we Lwowie. 

## Wybrane dzieła Godebskiego
- pomnik Wyzwolenia w Limie – stolicy Peru (1859-1866),
- pomnik kompozytora Adrien-François Servais na rynku w Halle (1869),
- pomnik Adama Mickiewicza w Warszawie (1898)[17],
- Pomnik Mikołaja Kopernika w Krakowie (1900),
- kompozycje alegoryczne i rzeźby salonowe o tematyce mitologicznej,
- rzeźba portretowa, m.in. medalion portretowy na tablicy pamiątkowej Karola Mikulego wmurowanej w ścianę krużganku katedry ormiańskiej we Lwowie (1900), popiersia: Agenora Gołuchowskiego, Jerzego Dzieduszyckiego, Józefa Maksymiliana Ossolińskiego, Aleksandra Fredry w Krakowie,
- pomniki miejskie: Agenora Gołuchowskiego, Adama Potockiego, Tarasa Szewczenki,
- pomniki nagrobne w Polsce i Francji, m.in. nagrobki Honoraty Borzęckiej i Walerego Łozińskiego (współudział) na Cmentarzu Łyczakowskim we Lwowie, Ottona Hausnera w Brodach, Teofila Gautiera i Hectora Berlioza na Cmentarzu Montmartre, Ludwika Mierosławskiego na cmentarzu Montparnasse, Constantina Guysa na cmentarzu w Pantin, czy też Enrico Tamberlika,
- praca przy Gmachu Inwalidów Wojennych we Lwowie.

## Galeria

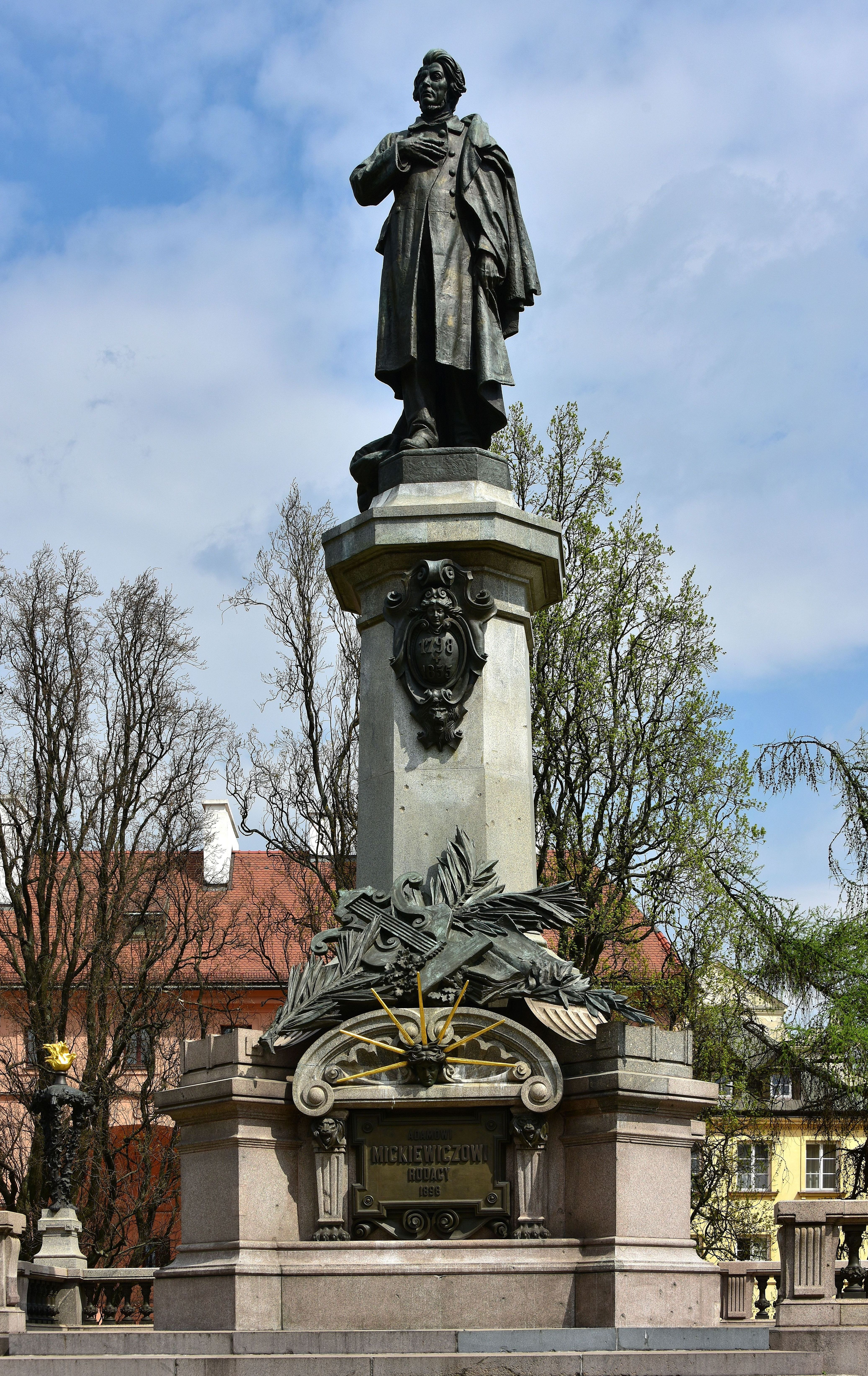
Pomnik Adama Mickiewicza w Warszawie
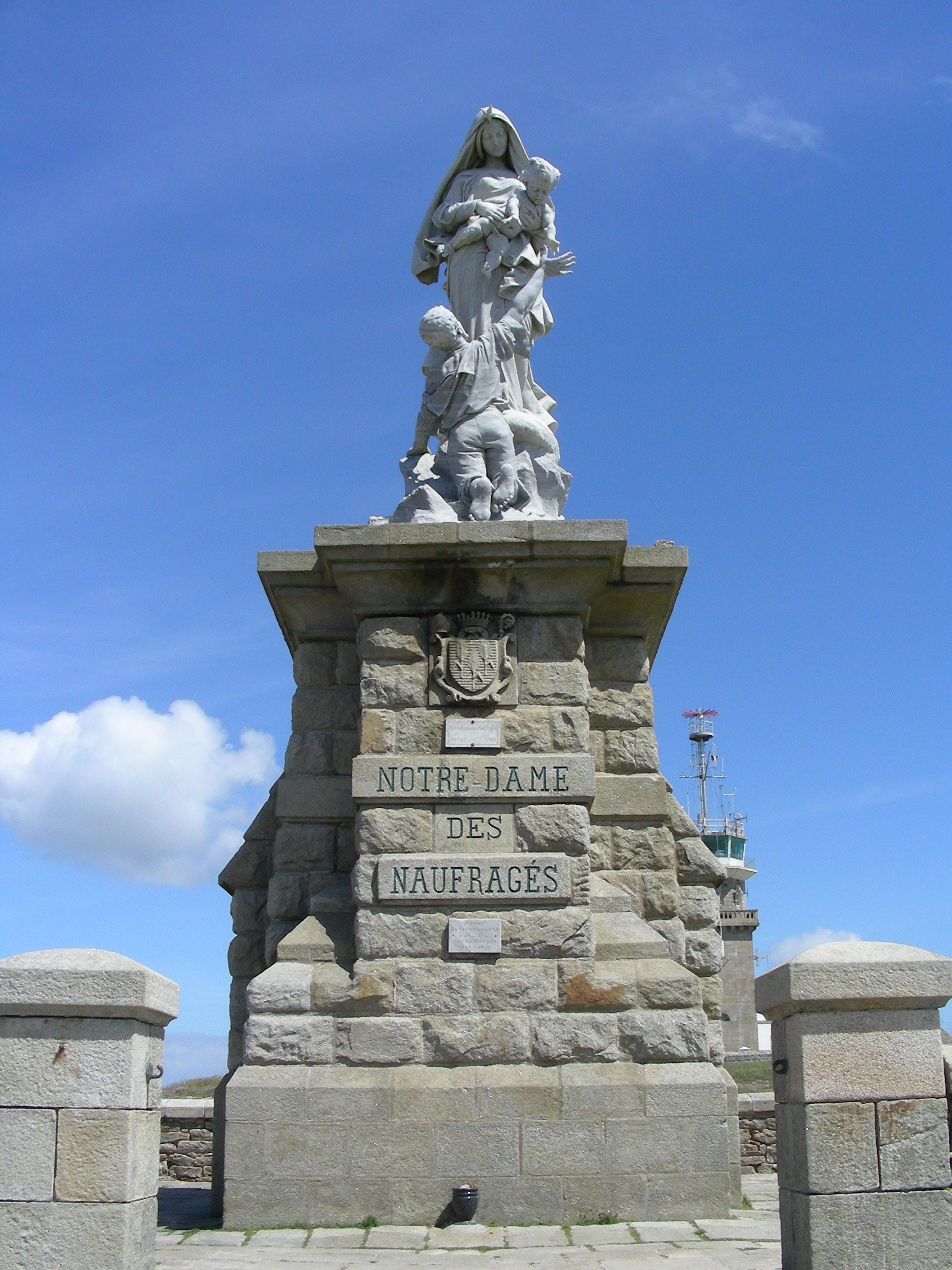
Matka Boska Rozbitków, Pointe du Raz, Francja
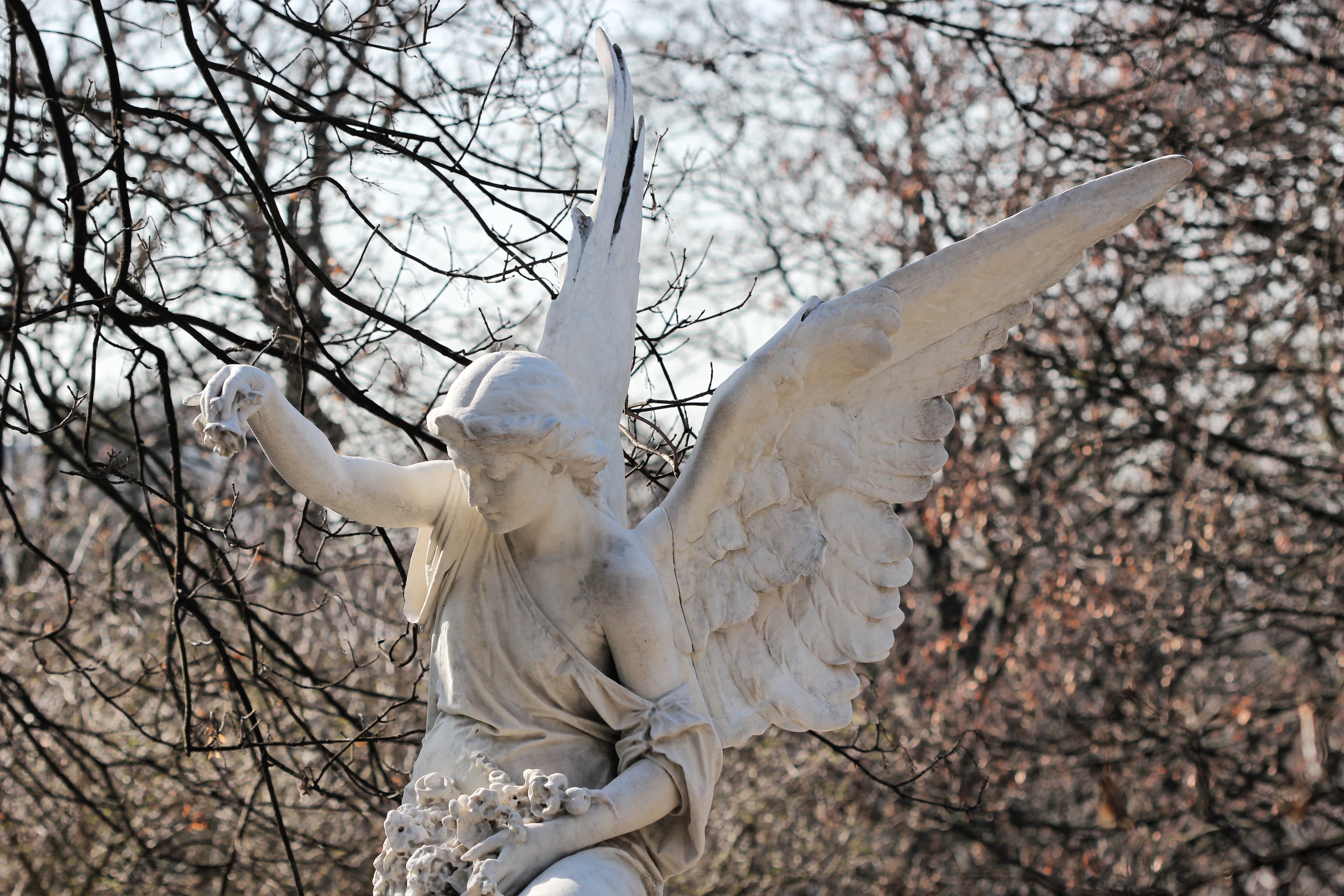
Pomnik nagrobny rodziny Gałęziowskich
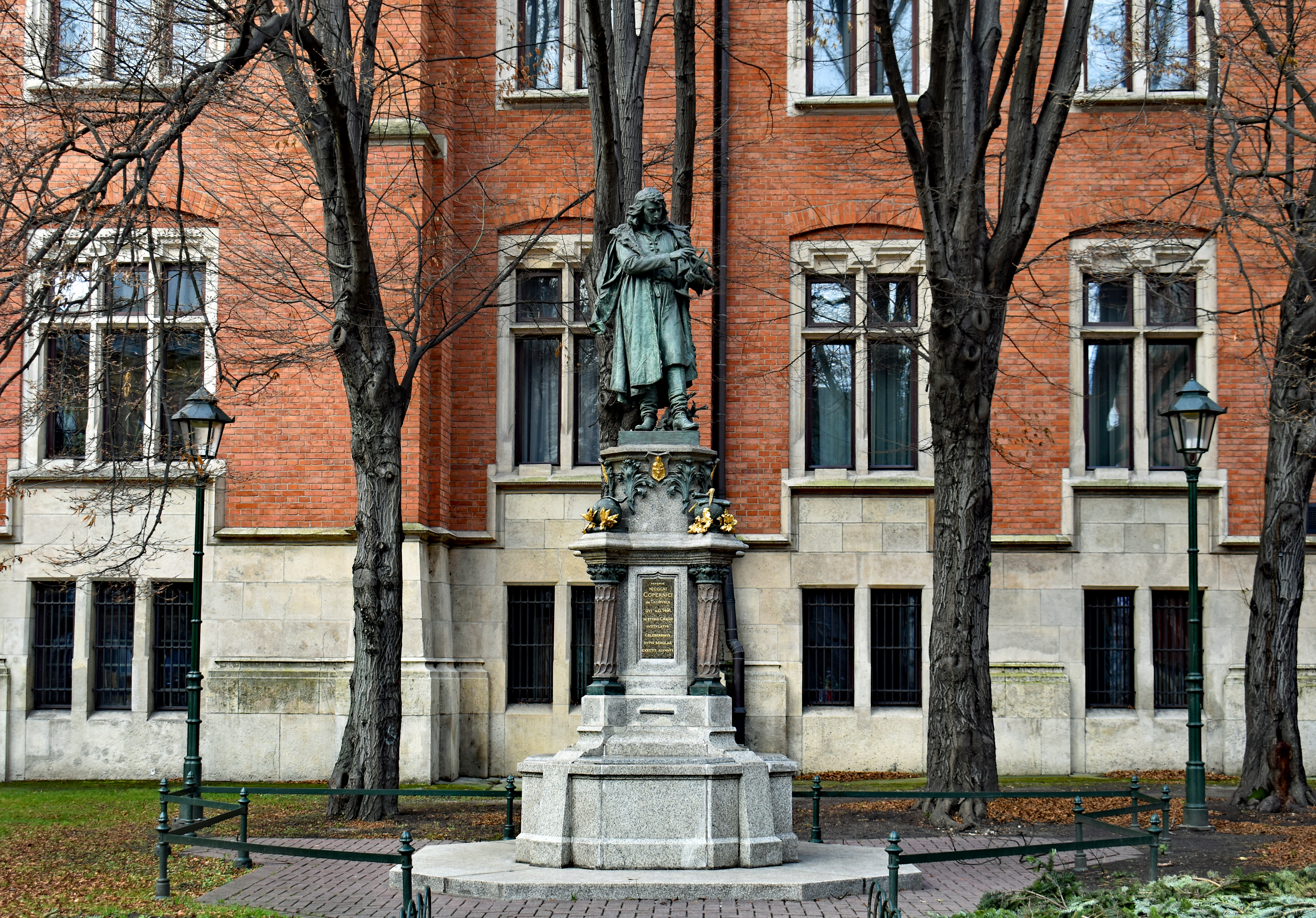
Pomnik Mikołaja Kopernika w Krakowie
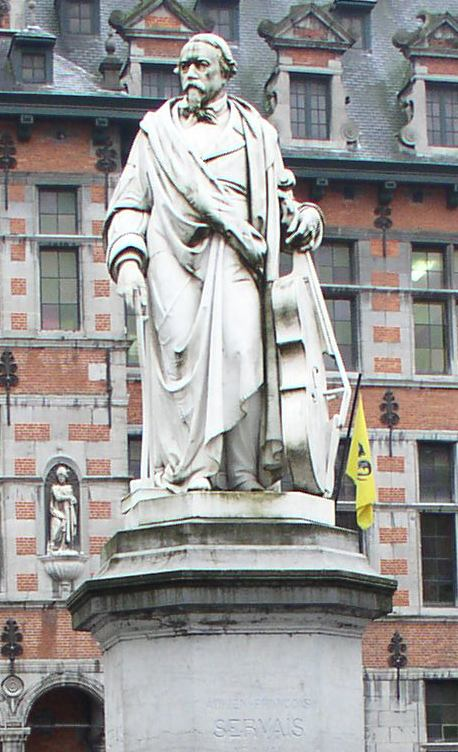
Pomnik belgijskiego kompozytora Adrien-François Servais
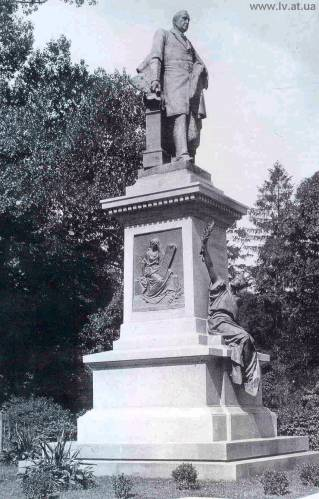
Pomnik Agenora Romualda Gołuchowskiego we Lwowie
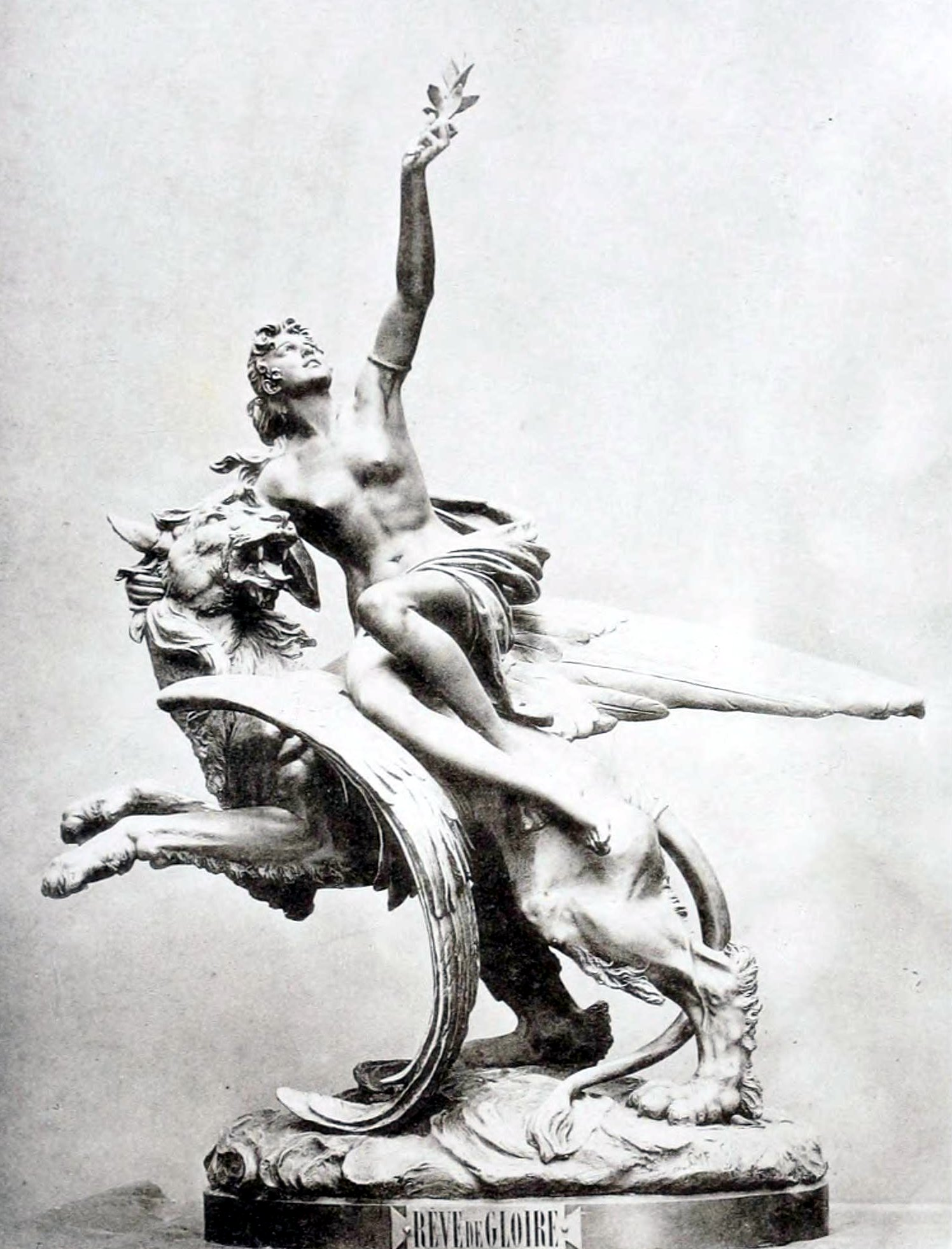
Marzenie o sławie
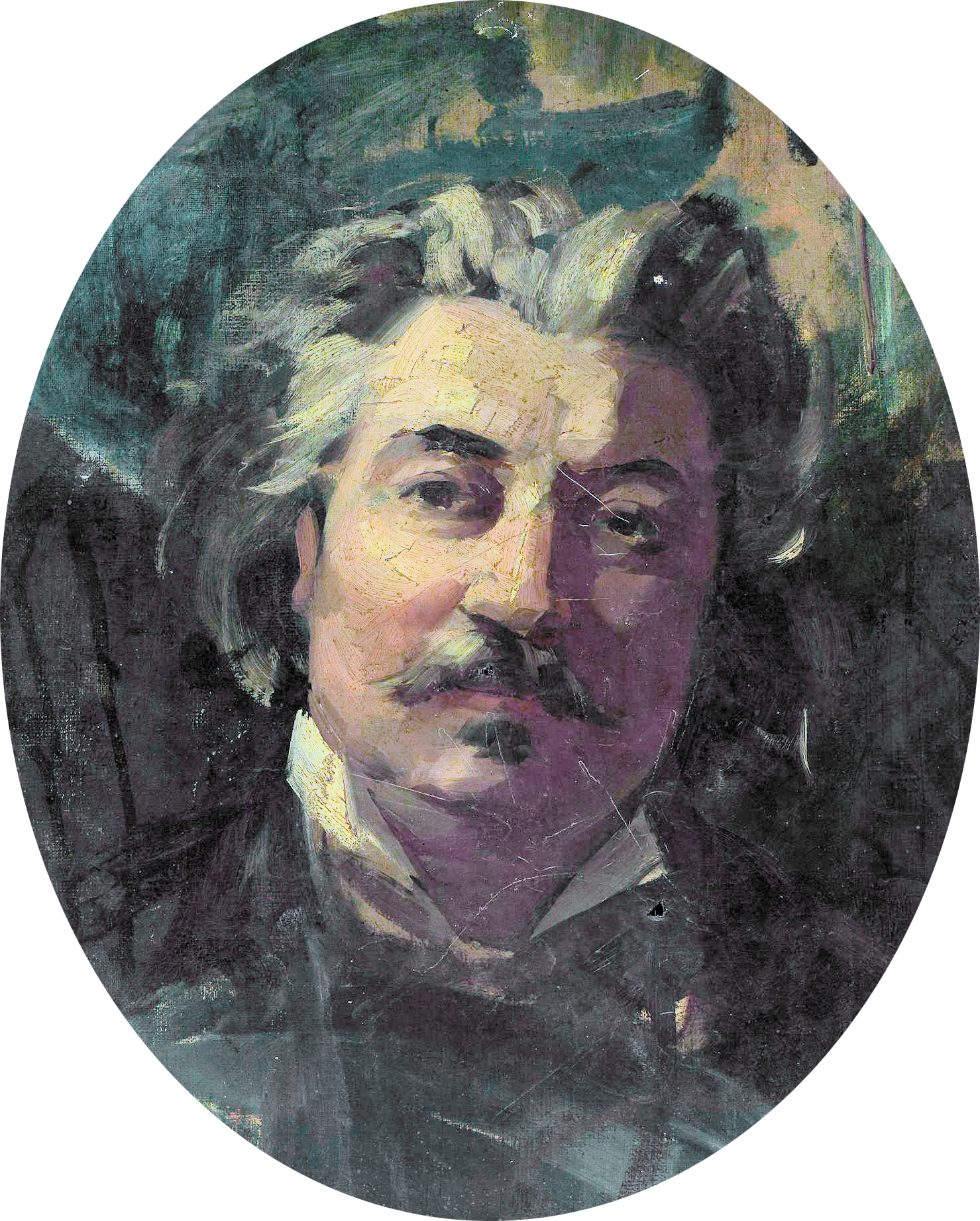
Cyprian Godebski, portret autorstwa Luisa Ricardo Falero
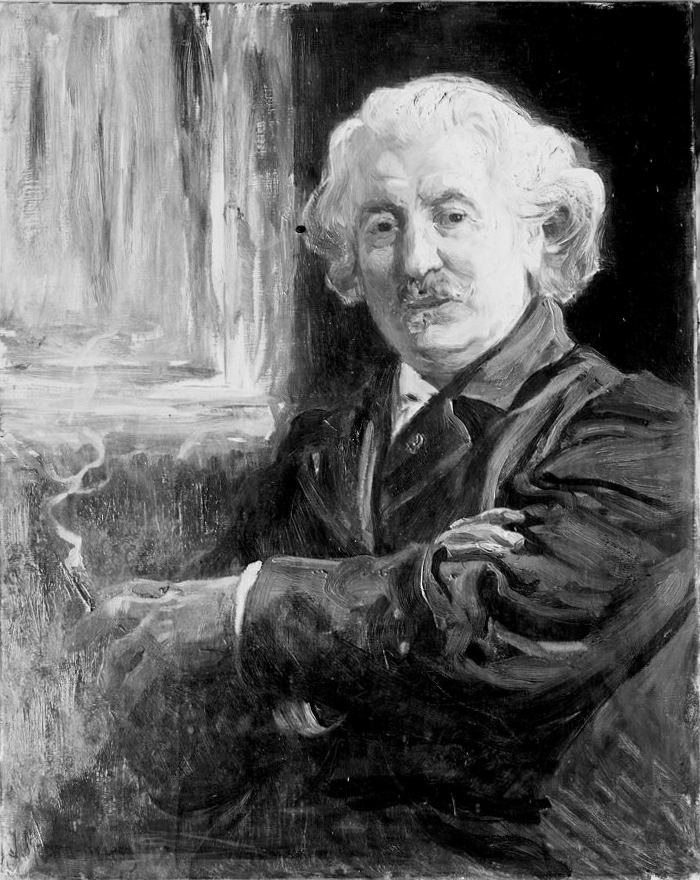
Portret Cypriana Godebskiego autorstwa Józefa Męciny-Krzesza
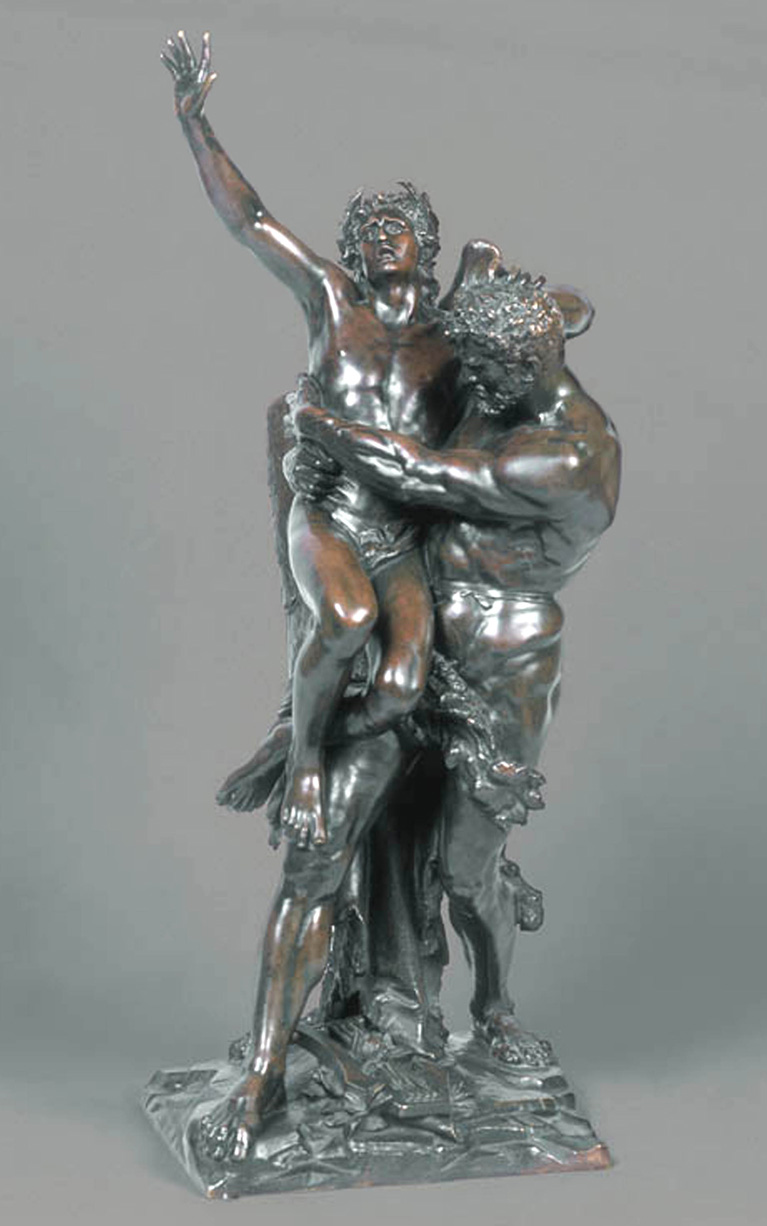
Geniusz i siła brutalna
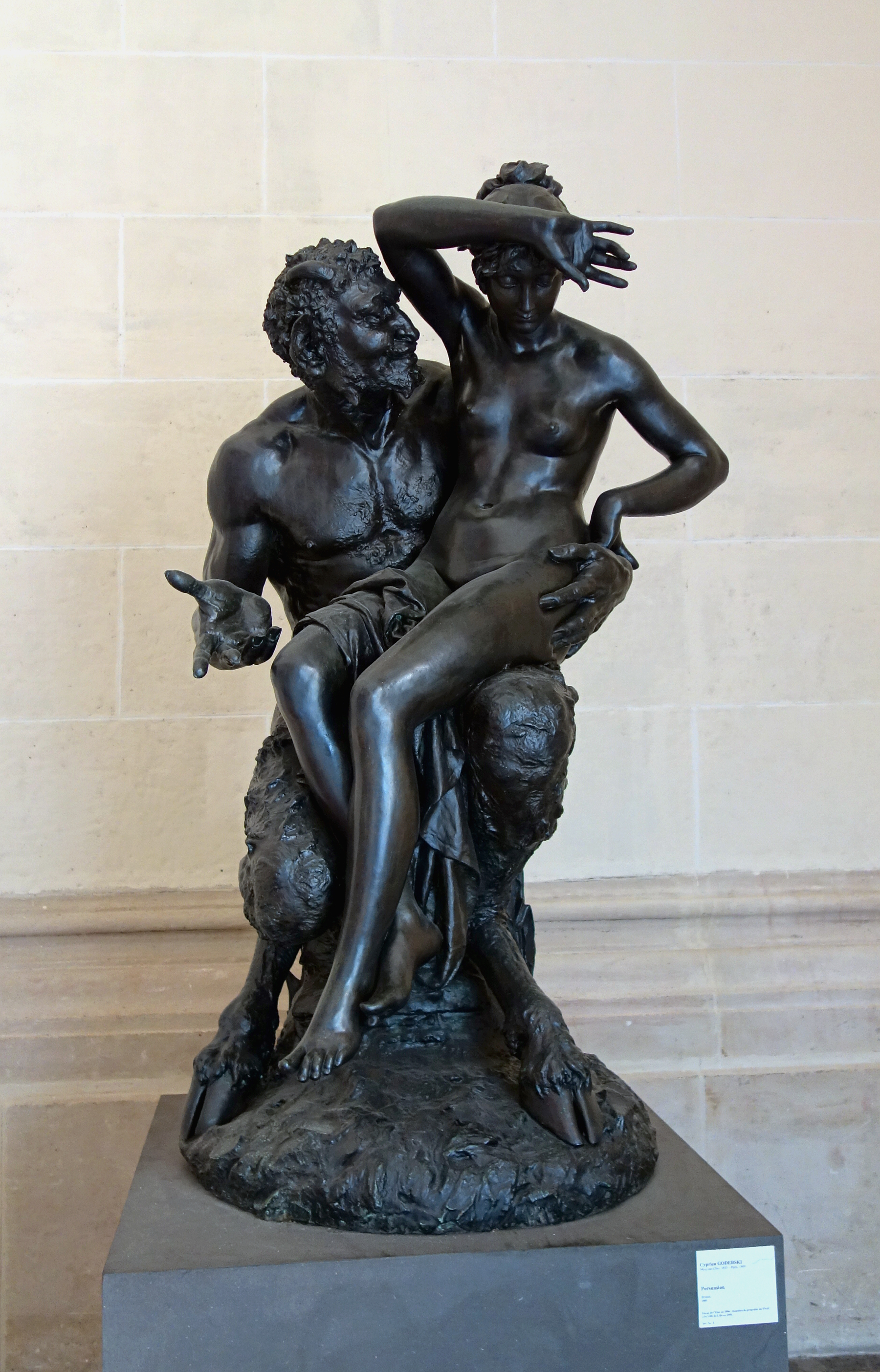
Perswazja
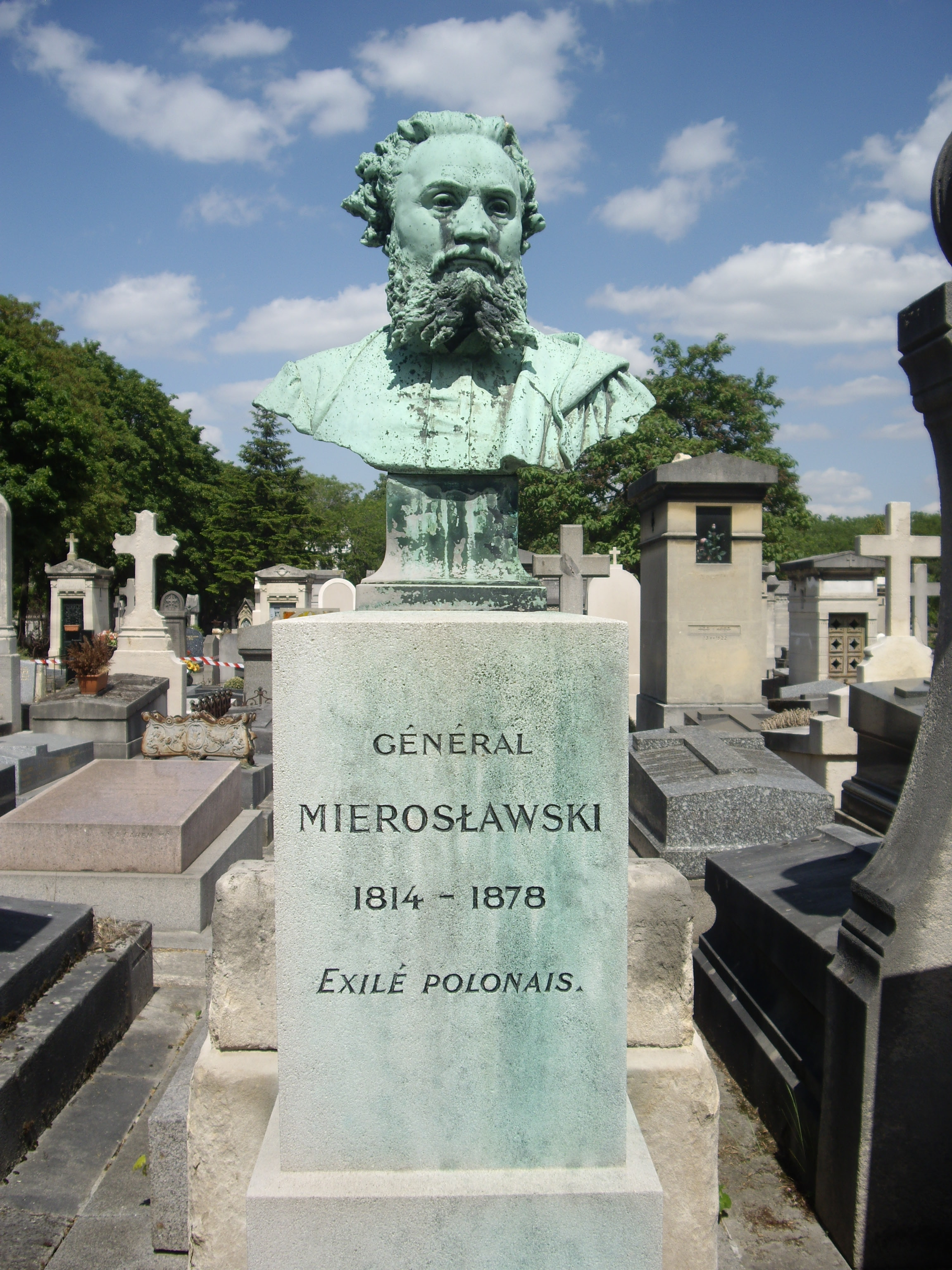
Pomnik nagrobny Ludwika Mierosławskiego na cmentarzu Montparnasse w Paryżu
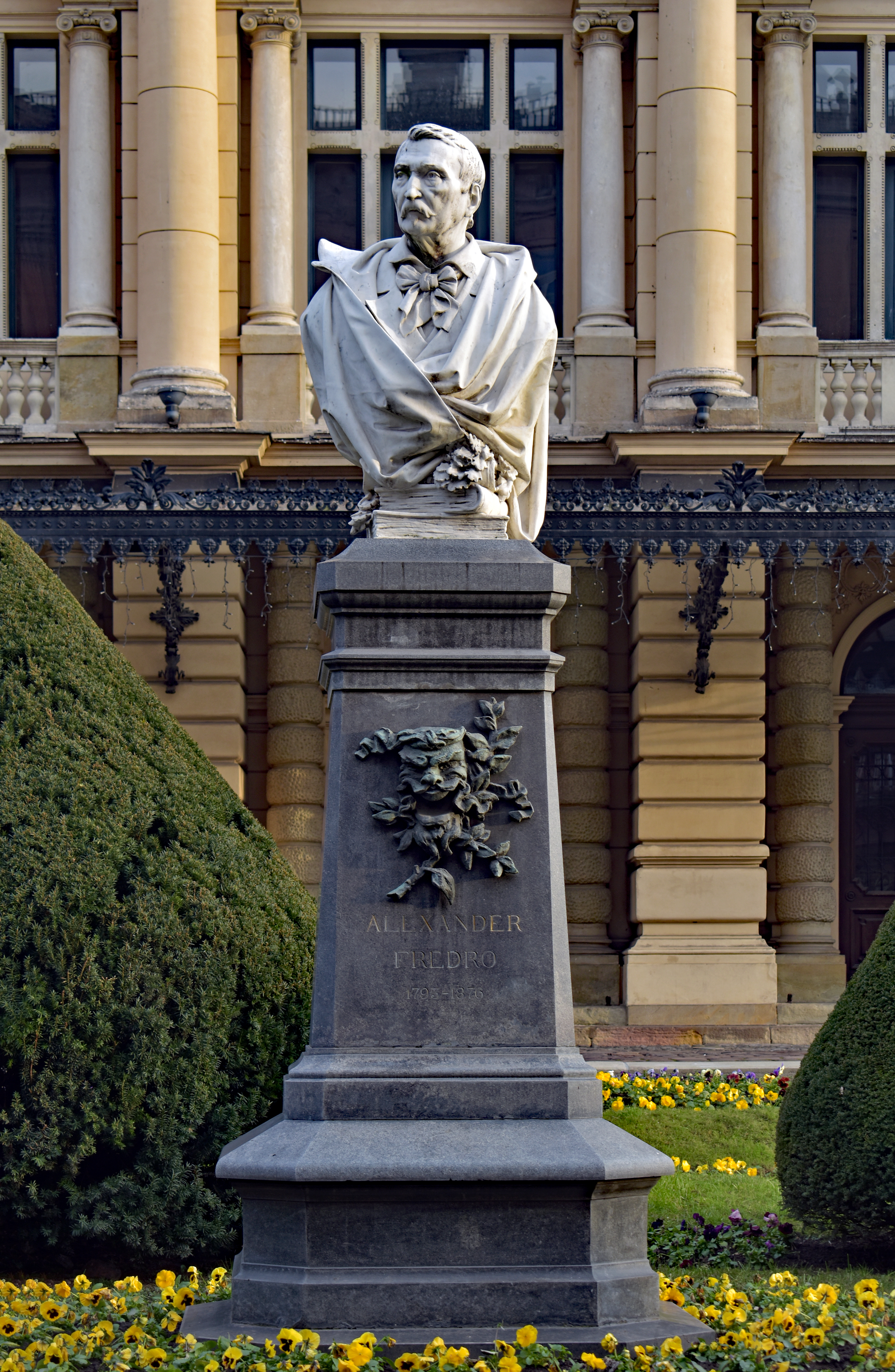
Pomnik Aleksandra Fredry przed budynkiem teatru im J. Słowackiego, Kraków pl. Świętego Ducha 1